# Filogenie
Filogenia sau filogeneza este o ramură a biologiei care se ocupă cu studiul istoriei sau dezvoltării unei specii animale sau vegetale de la formarea sa până în ziua de astăzi. Filogenia se bazează pe studiul fosilelor și are rolul de a stabili filiația speciilor, adică strămoșii și legăturile de rudenie dintre diferitele grupuri de organisme ca și legăturile dintre diferitele specii. Filogenia este termenul care descrie procesul evoluției formelor organice ori a unui grup de animale sau de plante în cursul dezvoltării lumii vii.
Studiile de filogenie au scopul de a stabili înrudirea dintre speciile vegetale și animale, precum și dintre alți taxoni superiori.
Prin filogenie se înțelege și un proces istoric de dezvoltare a lumii vii de-a lungul erelor geologice și de diferențiere a unor grupuri de organisme înrudite între ele: specie, gen, familie, ordin, clasă, încrengătură, regn. 
În funcție de speciile analizate filogenia are două ramuri:
- Filogenie vegetală
- Filogenie animală